# Мохамед Фофана (березень 1985)
Мохамед Фофана (фр. Mohamed Fofana, нар. 7 березня 1985, Гонесс) — французький і малійський футболіст, що грав на позиції центрального захисника, зокрема за «Тулузу» та національну збірну Малі.

## Клубна кар'єра
Народився 7 березня 1985 року в Гонессі. Вихованець футбольної школи «Тулузи». Дорослу футбольну кар'єру розпочав 2004 року в основній команді того ж клубу, в якій провів вісім сезонів, взявши участь у 116 матчах чемпіонату. Стабільним гравцем основного складу команди був лише по ходу сезону 2008/09.
Протягом 2012—2016 років захищав кольори клубу «Реймс», а завершував ігрову кар'єру у друголіговому «Лансі», у складі якого провів дві гри в сезоні 2016/17.

## Виступи за збірну
Маючи малійське походження, 2011 року дебютував в офіційних матчах за національну збірну Малі. Провів того року п'ять ігор за національну команду, після чого до її лав не викликався.

## Статистика виступів

### Статистика клубних виступів
| Сезон              | Команда            | Чемпіонат          | Чемпіонат | Чемпіонат | Національний кубок | Національний кубок | Національний кубок | Континентальні кубки | Континентальні кубки | Континентальні кубки | Усього | Усього |
| Сезон              | Команда            | Ліга               | Ігор      | Голів     | Ліга               | Ігор               | Голів              | Ліга                 | Ігор                 | Голів                | Ігор   | Голів  |
| ------------------ | ------------------ | ------------------ | --------- | --------- | ------------------ | ------------------ | ------------------ | -------------------- | -------------------- | -------------------- | ------ | ------ |
| 2004–05            | «Тулуза»           | Л1                 | 3         | 0         | КФ+КЛ              | 0+0                | 0+0                | -                    | -                    | -                    | 3      | 0      |
| 2005–06            | «Тулуза»           | Л1                 | 4         | 0         | КФ+КЛ              | 0+1                | 0+0                | -                    | -                    | -                    | 5      | 0      |
| 2006–07            | «Тулуза»           | Л1                 | 7         | 0         | КФ+КЛ              | 1+2                | 0+0                | -                    | -                    | -                    | 10     | 0      |
| 2007–08            | «Тулуза»           | Л1                 | 20        | 1         | КФ+КЛ              | 1+1                | 0+0                | ЛЧ+КУЄФА             | 2+3                  | 0+0                  | 27     | 1      |
| 2008–09            | «Тулуза»           | Л1                 | 38        | 0         | КФ+КЛ              | 1+4                | 0+0                | -                    | -                    | -                    | 43     | 0      |
| 2009–10            | «Тулуза»           | Л1                 | 17        | 1         | КФ+КЛ              | 2+1                | 0+0                | ЛЄ                   | 2                    | 0                    | 22     | 1      |
| 2010–11            | «Тулуза»           | Л1                 | 21        | 0         | КФ+КЛ              | 1+1                | 0+0                | -                    | -                    | -                    | 23     | 0      |
| 2011–12            | «Тулуза»           | Л1                 | 6         | 0         | КФ+КЛ              | 0+1                | 0+0                | -                    | -                    | -                    | 7      | 0      |
| Усього за «Тулузу» | Усього за «Тулузу» | Усього за «Тулузу» | 116       | 2         |                    | 17                 | 0                  |                      | 7                    | 0                    | 116    | 2      |
| 2012–13            | «Реймс»            | Л1                 | 15        | 1         | КФ+КЛ              | 1+0                | 0+0                | -                    | -                    | -                    | 16     | 1      |
| 2013–14            | «Реймс»            | Л1                 | 7         | 0         | КФ+КЛ              | 1+2                | 0+0                | -                    | -                    | -                    | 10     | 0      |
| 2014–15            | «Реймс»            | Л1                 | 13        | 0         | КФ+КЛ              | 0+0                | 0+0                | -                    | -                    | -                    | 13     | 0      |
| 2015–16            | «Реймс»            | Л1                 | 13        | 0         | КФ+КЛ              | 0+0                | 0+0                | -                    | -                    | -                    | 13     | 0      |
| Усього за Reims    | Усього за Reims    | Усього за Reims    | 48        | 1         |                    | 4                  | 0                  | -                    | -                    | -                    | 52     | 1      |
| 2016–17            | «Ланс»             | Л2                 | 2         | 0         | КФ+КЛ              | 0+0                | 0+0                | -                    | -                    | -                    | 2      | 0      |
| Усього за кар'єру  | Усього за кар'єру  | Усього за кар'єру  | 166       | 3         |                    | 21                 | 0                  |                      | 7                    | 0                    | 194    | 3      |